# Janvier 1908

## Événements
- 2 janvier : fondation de la Monnaie royale canadienne.

- 4 janvier : début du règne de Moulay Hafid, sultan du Maroc.

- 13 janvier : Henri Farman effectue à bord d'un avion Voisin le premier vol officiel en circuit fermé de 1 km au-dessus du terrain d'Issy-les-Moulineaux. Farman améliore également le record de temps de vol : 1 minute et 28 secondes.

- 29 janvier : le premier ministre de l'Île-du-Prince-Édouard Arthur Peters meurt en fonction à l'âge de 53 ans.

## Naissances
- 3 janvier : Dorothea Wieck, actrice allemande. († 19 février 1986).
- 5 janvier : Pierre de Morsier, officier de la Marine française, compagnon de la Libération († 18 septembre 1991).
- 9 janvier : Simone de Beauvoir, écrivain français († 14 avril 1986).
- 12 janvier : Jean Delannoy, réalisateur français († 18 juin 2008).
- 19 janvier : Jacob Niessner, criminel nazi († 14 juillet 1948).
- 23 janvier : Stanislas-André Steeman, auteur et illustrateur belge d'expression française († 15 décembre 1970).
- 26 janvier : Stéphane Grappelli, violoniste († 1er décembre 1997).

## Décès
- 6 janvier : George Dixon, boxeur.
- 9 janvier : Wilhelm Busch, dessinateur britannique.
- 13 janvier : George Anthony Walkem, premier ministre de la Colombie-Britannique.
- 28 janvier : François-Marie-Benjamin Richard, cardinal français, archevêque de Paris (° 1er mars 1819).
- 29 janvier : Arthur Peters, premier ministre de l'Île-du-Prince-Édouard alors qu'il était en fonction.